# Prélaquage
Le prélaquage est un procédé industriel continu et hautement automatisé permettant de revêtir du métal avant manutention/formage. 
Par opposition au métal post-laqué - pouvant présenter de nombreux trous, des recoins ou des parties cachées qui sont difficiles à nettoyer et à peindre uniformément - le métal prélaqué est traité avant qu’il ne soit coupé et mis en forme, ainsi toute sa surface est nettoyée et traitée afin de garantir une adhérence parfaite de la couche de finition. Le métal prélaqué est généralement considéré comme plus durable et plus résistant à la corrosion que le métal post-laqué.
Chaque année, plus de 5 millions de tonnes d’acier et d’aluminium prélaqués sont produits et expédiés en Europe. En 40 ans, la production européenne d’acier et d’aluminium prélaqués s’est multipliée par 18.

## Historique
Dans les premières années de l’industrialisation, l’acier, l’aluminium comme les autres métaux arrivaient en masse sous forme brute (non traités, non peints) dans les usines. Le premier édifice marquant utilisant exclusivement un métal, le fer, est la Tour Eiffel, construite par Gustave Eiffel et ses collaborateurs pour l’Exposition universelle de Paris de 1889, et initialement nommée « tour de 300 mètres ». 
Aux États-Unis, l’industrie du métal prélaqué a été lancée dans les années 1930, par la production de stores vénitiens en premier lieu.
Sur le continent européen, il a fallu attendre 1940 pour que le métal prélaqué fasse son apparition. En effet, à la suite des destructions infligées par la Luftwaffe lors de la bataille d’Angleterre, les britanniques décident de recouvrir leurs toitures de tôle d’acier afin de reconstruire au plus vite les édifices touchés. Ils les enduisent d’un produit bitumeux mat afin d’éviter qu’en réfléchissant la lumière, le métal désigne la cible à l’ennemi. Après-guerre, on s’aperçoit que le revêtement a remarquablement protégé l’acier de la corrosion. 
Les systèmes de peinture se sont perfectionnés et l’usage des toitures en métal prélaqué s’est étendu rapidement des édifices militaires aux constructions industrielles puis aux bâtiments résidentiels. Ainsi on voit apparaitre les premiers bardages de maisons aux États-Unis en 1960. Dans les années 1960 également, les premières lignes de prélaquage ont fait leur apparition en Europe. En 1967, on dénombrait 14 lignes en Europe, et 90 aux États-Unis. En janvier 2013, on compte 193 lignes de prélaquage en Europe.

## Procédé industriel
Selon la norme européenne EN 10169:2010, le prélaquage est une « méthode dans laquelle un matériau de revêtement (organique) est appliqué sur des bandes métalliques laminées selon un procédé continu. Ce procédé inclut le nettoyage, si nécessaire, et le prétraitement chimique de la surface métallique, et soit une application simple ou multiple sur une face ou les deux faces de peintures (liquides) ou de revêtement à base de poudre qui sont ensuite polymérisés, soit le laminage de feuilles plastiques (calandrage) ».
Le substrat métallique, le plus souvent en acier ou en aluminium, arrive dans le laminoir sous forme de bobine. Le poids des bobines varie selon le substrat : de 5 à 6 tonnes pour l’aluminium, et jusqu’à 20 tonnes pour l’acier. La bobine est placée à l’entrée de la ligne de prélaquage pour être déroulée à une vitesse constante afin de passer au travers des différentes sections de prétraitement et de peinture/revêtement avant d’être rembobinée. Deux accumulateurs de bande, l’un en entrée de ligne et l’autre en sortie, assurent la continuité du processus. En entrée de ligne, une nouvelle bobine sera fixée à la bobine précédente par agrafage ou soudure, tandis qu’en sortie de ligne la bobine prélaquée terminée pourra sortir de la ligne. Les accumulateurs se rempliront ou se videront selon les besoins, permettant ainsi de ne pas devoir ralentir ou arrêter la ligne de prélaquage.

## Ligne de prélaquage
La ligne de prélaquage permet d’appliquer jusqu’à trois couches différentes de peinture sur une ou sur les deux faces de la bande métallique. Les lignes de prélaquage varient grandement en taille, avec des capacités de production allant de 3 000 à 200 000 tonnes de métal prélaqué par an, des largeurs de bande allant de 150 mm à 2 500 mm, et des vitesses de 20 m par minute jusqu’à 200 m par minute. Cependant, toutes les lignes de prélaquage partagent les mêmes étapes propres à ce procédé industriel. Les paramètres usuels d’une ligne de prélaquage sont :
| Paramètre                                 | Valeur     |
| ----------------------------------------- | ---------- |
| Vitesse de ligne (m/min)                  | 20 - 200   |
| Épaisseur (mm)                            | 0,1 - 3,0  |
| Largeur (mm)                              | 150 - 2500 |
| Épaisseur de revêtement (µm, chaque côté) | 2 - 200    |

Une ligne de prélaquage comprend habituellement une débobineuse, un accumulateur d’entrée de ligne, un nettoyage de la bande, un prétraitement chimique, l’application d’une couche de primaire, la cuisson dans un four, l’application d’une couche de finition, la cuisson dans un second four, l’accumulateur de sortie, et le rembobinage de la bande métallique.
Les étapes suivantes se déroulent sur une ligne de prélaquage moderne :
- Assemblage mécanique par poinçonnage de la bande avec celle qui la précède
- Nettoyage de la bande
- Brossage puissant
- Traitement de surface par conversion chimique
- Séchage de la bande
- Application d’une couche de primaire sur une ou deux faces
- Passage dans le premier four de cuisson (entre 15 et 60 secondes)
- Refroidissement de la bande
- Application d’une couche de finition sur une ou les deux faces
- Passage dans le deuxième four de cuisson (entre 15 et 60 secondes)
- Refroidissement à température ambiante
- Rembobinage de la bobine prélaquée

## Revêtements et peintures
Les différents revêtements disponibles sont les polyesters, les plastisols, les polyuréthanes, les polyfluorure de vinylidène (PVDF), les polyepoxydes, les primaires, les envers de bande et les films laminés. Pour chaque produit, le revêtement est appliqué en différentes couches.
Le primaire forme le lien essentiel entre le prétraitement et la couche de finition. Le rôle principal du primaire est d’assurer l’adhésion entre la couche de prétraitement et celle de finition, ainsi que de garantir la résistance à la corrosion du système global. Selon le type de couche de finition utilisée, la composition du primaire variera. En effet, les primaires doivent être intégralement compatibles avec les différents prétraitements et les systèmes de finition. C’est pourquoi ils contiennent généralement une variété de des systèmes de résines pour assurer cette fonction.
Les envers de bande sont appliqués sur la face « envers » (ou « cachée ») de la bande métallique, avec ou sans l’application de primaire. La couche de peinture n’est généralement pas aussi épaisse que la couche de finition utilisée pour des applications extérieures. Les envers de bande ne sont généralement pas exposés à des environnements corrosifs, et ne sont pas visibles dans le produit fini.

## Applications
Le produit issu de la ligne de prélaquage est une bande de métal peint. Ceci a de nombreuses applications dans différentes industries, dont :
- l’industrie de la construction, que ce soient des applications intérieures ou extérieures
- l’industrie de l’automobile et du transport
- l’électroménager (ex. : micro-ondes, machines à laver)
- la structure de produits électroniques (ex. : panneaux arrière de TV)
- le mobilier de bureaux
- la structure des luminaires
- les ustensiles de cuisson (ex. : moules)

Le marché principal pour l’acier et l’aluminium prélaqués est celui de la construction, les utilisations principales étant la couverture (toiture) et le bardage. L’industrie du transport et l’électroménager représentent également une part importante pour le marché du métal prélaqué.
Historiquement, la forte croissance en Europe se reflète de façon équivalente en Amérique du Nord tandis que l’Asie et le reste du monde connaissent une croissance bien plus intense depuis la fin des années 1990.